# Alwyn McGuffie
Alwyn McGuffie (Drummore, 13 aprile 1937 – 13 dicembre 2015) è stato un calciatore inglese, di ruolo centrocampista.

## Carriera
Ha esordito tra i professionisti all'età di 16 anni nella stagione 1956-1957 con il Queen of the South, club della prima divisione scozzese, per poi al termine di questa annata trasferirsi nella seconda divisione inglese al Luton Town, che durante la sua prima stagione di permanenza conquista una promozione in prima divisione, categoria nella quale poi McGuffie gioca 3 partite durante la stagione 1955-1956, 9 partite nella stagione 1957-1958 e 3 partite nella stagione 1958-1959, nella quale segna anche la sua unica rete in carriera in questa categoria (segnando la rete del momentaneo 3-0 nella partita del 27 marzo 1959 pareggiata poi per 3-3 sul campo del Chelsea), nella quale ha in realtà militato anche nelle stagioni 1956-1957 e 1959-1960 (quest'ultima terminata con una retrocessione), nelle quali non ha però disputato partite. Successivamente dal 1960 al 1964 ha continuato a giocare al Luton Town (in seconda divisione dal 1960 al 1963 ed in terza divisione nella stagione 1963-1964), per un totale di 79 presenze e 10 reti in incontri di campionato con gli Hatters nell'arco di nove stagioni consecutive (dal 1955 al 1964). Successivamente ha giocato anche con i semiprofessionisti del St Albans City.